# Caudipteridae
Caudipteridae è una famiglia estinta di dinosauri teropodi oviraptorosauri vissuti nel Cretaceo inferiore, circa 124.6-120 milioni di anni fa (Aptiano), in quella che oggi sono le Formazioni Yixian e Jiufotang, in Cina. La caratteristica distintiva di questo gruppo usata per identificare un membro di questo gruppo, è la presenza di un pigostilo a forma di pugnale (osso sulla punta della coda negli uccelli, usato per ancorare il ventaglio di penne della coda). Tuttavia, non è ancora stata fornita alcuna definizione per il clade.
Il primo caudipteride descritto fu Caudipteryx zoui (nominato nel 1998), sebbene la famiglia stessa non fosse stata ancora eretta, fino alla scoperta di una seconda specie, Caudipteryx dongi, nel 2000. Caudipteridae era limitato al solo genere Caudipteryx ed era quindi monotipico, contenente solo un singolo genere e spesso considerato ridondante. Tuttavia, nel 2008, Similicaudipteryx yixianensis è stato descritto e classificato come un caudipteride. Nel 2019, un nuovo caudipteride è stato descritto, Xingtianosaurus ganqi.